# Дмитриев, Семён Сергеевич
Семён Сергеевич Дмитриев (род. 14 января 1994, Сосновый Бор, Ленинградская область) — российский волейболист, доигровщик клуба «Енисей».

## Биография
Воспитанник ДЮСШ в Сосновом Боре, играя на позиции доигровщика и центрального блокирующего. В 16 лет перешел в «Зенит-УОР» (Казань). В основной команде дебютировал в 2014 году. После окончания сезона 2014/15 принимает предложение «МГТУ», продолжая выступать в Высшей Лиге А. Следующий сезон начал в «Ярославиче». Перешёл в кемеровский «Кузбасс», с которым стал чемпионом России. С 2019 по 2022 год выступал за «Динамо».

## Личная жизнь
Младший брат доигровщика Павла Захарова.
В 2022 году женился на волейболистке Татьяне Романовой.

## Достижения
- Чемпион России (2019, 2021, 2022)
- Обладатель Кубка России (2014, 2020)
- Обладатель Суперкубка России (2021)
- Обладатель Кубка ЕКВ (2021)